# Angolagraszanger
De angolagraszanger (Cisticola bulliens) is een zangvogel uit de familie Cisticolidae.

## Verspreiding en leefgebied
Deze soort komt voornamelijk voor in Angola en telt twee ondersoorten:
- C. b. septentrionalis: noordwestelijk Angola en zuidwestelijk Congo-Kinshasa.
- C. b. bulliens: van westelijk-centraal tot zuidwestelijk Angola.

## Status
De grootte van de populatie is niet gekwantificeerd maar de soort wordt omschreven als algemeen. Op de Rode lijst van de IUCN heeft deze soort de status niet bedreigd.